# Бурозубка Козлова
Бурозубка Козлова, или тибетская горная бурозубка (Sorex kozlovi), — землеройка-бурозубка, представитель фауны Китая. Известна только из типового места нахождения. Описана по сборам экспедиции П. К. Козлова.

## Описание
Длина тела 40,6 мм, длина хвоста 32,8 мм, длина ступни 10,5 мм. Летний мех длинный, довольно пушистый, шелковистый. Хвост покрыт относительно длинными и жесткими волосками, образующими в конце заметную кисточку. Окраска меха (насколько можно судить по спиртовому экземпляру) на спине шоколадно-буроватая, постепенно светлеет на боках и плавно переходит в белую с палевым налетом на брюшной стороне. Хвост слабо двуцветный, верхняя сторона кистей и ступней грязно-белая. От бухарской бурозубки, с которой её часто объединяют, отличается мелкими размерами верхнего резца.

## Ареал
Голотип хранится в ЗИН РАН — № С.8123, спиртовой экз. (по некоторым сведениям, без черепа, при том что в других источниках приведён рисунок ростральной части черепа и даже указана  кондилобазальная длина черепа, т.е. расстояние от наиболее выступающей вперед части межчелюстных костей до задней поверхности затылочных мыщелков, — 15,2 мм), самка, добыта в районе р. Дзачу (приток верхнего Меконга). [область] Кам, Тибет, Август 1900, коллектор П. К. Козлов. В 1987 г. добыт ещё один экземпляр в ближайших окрестностях типового места нахождения.

## Образ жизни
Неизвестен.